# Peter Krause
Peter Krause, född 12 augusti 1965 i Alexandria i Minnesota, är en amerikansk skådespelare, främst känd för rollen som begravningsentreprenören Nate Fisher i TV-serien Six Feet Under.

## Biografi
Krause var en skicklig friidrottare under uppväxten, men drabbades av en stavhoppningsskada under highschooltiden som satte stopp för hans idrottskarriär. Han gick på Gustavus Adolphus College i St. Peter och blev intresserad av teater. Han bytte skola till New York University för att där gå Master of Fine Artsprogrammet. Då Krause arbetade som bartender i New York träffade han manusförfattaren Aaron Sorkin.
1998–2000 spelade Krause Casey McCall i komedin Sports Night, skapad av Aaron Sorkin. Serien las ner efter två säsonger. Krause medverkade i samtliga säsonger av serien Six Feet Under och nominerades till Emmy Award tre gånger för sin huvudroll som begravningsentreprenören Nate Fisher. I december 2006 spelade han huvudrollen Joe Miller i miniserien The Lost Room. Sedan 2010 har han en av huvudrollerna, Adam Braverman, i TV-serien Parenthood.

## Privatliv
Mellan 2010 och 2021 hade han ett förhållande med skådespelaren Lauren Graham. Han har en son från ett tidigare förhållande.

## Filmografi i urval
- 1998 – Truman Show
- 1998–2000 – Sports Night (TV-serie)
- 2001–2005 – Six Feet Under (TV-serie)
- 2006 – The Lost Room (TV-serie)
- 2006 – Civic Duty
- 2007–2009 – Dirty Sexy Money (TV-serie)
- 2010–2014 – Parenthood (TV-serie)
- 2011 – Beastly
- 2018 – 9-1-1 (TV-serie)